# Phi1 Orionis
Phi1 Orionis (φ1 Orionis, φ1 Ori, auch Khad Prior) ist ein Stern, er liegt ca. 0,71° entfernt von seinem Begleiter Phi2 Orionis (auch Khad Posterior). Khad kommt aus dem Arabischen, der arabische Name der beiden Sterne ist chadd al-dschauza' / خد الجوزاء / ḫadd al-ǧawzāʾ / ‚Wange des Zentralen‘.